# 蒲家庄民俗建筑群
蒲家庄民俗建筑群，位于山东省淄博市淄川区洪山镇蒲家庄，是中华人民共和国山东省文物保护单位之一。
2006年12月7日，授予山东省文物保护单位，是一座古建筑。